# Хёйер, Оливер
О́ливер Хёйер (дат. Oliver Højer; родился 24 января 2007) — датский футболист, полузащитник клуба «Копенгаген».

## Клубная карьера
Воспитанник «Копенгагена», 25 июля 2024 года Хёйер дебютировал за основную команду клуба, выйдя на замену в матче квалификации Лиги конференций против гибралтарского «Бруно’с Мэгпайс». 1 августа 2024 года в ответном матче забил свой первый гол в профессиональной карьере. 11 августа 2024 года Хёйер дебютировал в Суперлиге, после того как вышел на замену в матче против клуба «Сённерйюск».

## Карьера в сборной
Выступал за сборные Дании до 16 и до 17 лет.